# Fiona Apple
Fiona Apple (* 13. září 1977, Manhattan, New York, USA), celým jménem Fiona Apple Maggart, je americká zpěvačka, hudebnice a autorka písní. Od dětství navštěvovala hodiny klavíru, od osmi let skládala svoji hudbu. V roce 1996 vydala své debutové album Tidal, za jejíž třetí single Criminal obdržela cenu Grammy. Během své kariéry na ni byla nominována zatím celkem devětkrát. Je známá svým charakteristickým zabarvením hlasu a poetickými texty.

## Hudební kariéra

### 1997--2001: Tidal, When The Pawn...
Už její debutová deska Tidal (1996) byla mimořádně úspěšná – prodalo se jí více než tři miliony kusů, stala se tak trojnásobně platinovou a díky své oblibě se na oficiálním americkém žebříčku Billboard 200 udržela dlouhých 91 týdnů. K tomu jí dozajista dopomohl i její třetí single, Criminal. Ten je dodnes Fioniným největším hitem - vyšplhal se na 21. příčku Billboard Hot 100, těšil se velké oblibě kritiků a zajistil Apple dvě nominace na Grammy, z čehož jednu proměnila. Přitom je Criminal písní, kterou Apple napsala za necelou hodinu. Dle jejích slov je píseň o pocitu viny, jaký člověk cítí, když něco získá příliš snadno díky demonstraci a využití své sexuality. Právě o pocitu viny zpívá ve slavném refrénu "To, co teď potřebuji, je dobrá obhajoba - protože se cítím jako zločinec".
V roce 1997 získala cenu MTV Video Music Award v kategorii Nejlepší začínající umělec. Tehdy dvacetiletá Fiona Apple tenkrát na pódiu pronesla památnou větu "This world is bullshit" jako součást improvizované děkovné řeči, ve které byla otevřeně kritická k hudebnímu průmyslu. Apple tehdy schytala více kritiky než obdivu. Zapsala se však do pamětí i těch, kteří ji zatím neznali, nebo znát nechtěli.
9. listopadu 1999 vydala své druhé album, kterému se říká zkráceně "When the Pawn...," avšak jeho celý název zní:
When the Pawn Hits the Conflicts He Thinks Like a King / What He Knows Throws the Blows When He Goes to the Fight / And He'll Win the Whole Thing 'Fore He Enters the Ring / There's No Body To Batter When Your Mind is Your Might / So When You Go Solo, You Hold Your Own Hand / And Remember That Depth is the Greatest of Heights / And If You Know Where You Stand, Then You Know Where to Land / And If You Fall It Won't Matter, Cuz You'll Know That You're Right.
Tato báseň, kterou Fiona napsala, když si přečetla nepříznivou kritiku na svou první desku Tidal, je zapsaná v Guinnessově knize rekordů jako nejdelší název alba, které bodovalo na Billboard 200 žebříčku. Album When the Pawn... se oproti debutu ubírá více experimentálním směrem, na který dohlíží i Jon Brion, producent této desky. Ten do jejího zvuku přidává art a baroque popové prvky, ubírá tak jisté "hip-hopovosti", význačné pro Tidal. Pro Apple typické jazzové prvky však zůstávají.
Texty k písním psala zpěvačka v době, kdy si procházela obdobím své největší neoblíbenosti, které ji znatelně poznamenávalo na psychice. Média na ni útočila, nazývala ji drzou, rozmazlenou, heroin požívající "holkou" a považovala ji za provokatérku. Od poslední zmíněné nálepky si Fiona názvem svého druhého alba příliš nepomohla, média ho ihned odsoudila jako nástroj pro upoutání pozornosti. Odborná veřejnost však přistoupila k desce kladně, i přes trvající nesympatie vůči zpěvačce. První týden po vydání se When The Pawn... prodalo 103 tisíc nosičů, což ho na Billboard 200 vystřelilo na 13. příčku, o dvě místa výše, než se dva roky předtím dostal Tidal. Mezi skalními fanoušky zpěvačky je album velmi oblíbené. Často také zaujímá první příčky v odborných žebříčcích hodnotících její diskografii.
Videoklipy k singlům Fast as You Can, Paper Bag a Limp natočil Fionin tehdejší partner, režisér Paul Thomas Anderson.

### 2002–2010: Extraordinary Machine, hnutí Free Fiona a spory s vydavatelstvím
Téměř hotovou třetí desku Extraordinary Machine (2005) v roce 2003, po nemalých zdrženích při samotném nahrávání, odmítlo Fionino vydavatelství Epic Records vypustit do světa za nejasných důvodů. Mlčení ze strany vydavatelství vedlo k nejrůznějším spekulacím mezi fanoušky. Nejslavnější z nich dává dlouhé roky odkládání za vinu právě lidem v Epic Records, kteří v desku nevěřili, dokonce jí předpovídali komerční neúspěch.
Během léta roku 2004 byly skladby "Better Version Of Me" a "Extraordinary Machine" zveřejněny na internetu. Setkaly se s nadšením hudebních publicistů i fanoušků, dál se však nic nedělo. Skladby nevyšly ve svých dokončených verzích, jak by se dalo předpokládat, a bylo dále ticho. Ke konci téhož roku vyšel v Entertainment Weekly článek, který popisoval údajné soukromé výroky producenta Jona Briona na adresu neustálého odkládání vydání desky. Podle článku řekl, že důvodem je názor vydavatelství na album. Nevidělo na něm prý žádné jasné a silné singly, tak vydání posouvalo.
Skalní fanoušci na přístup společnosti Epic Records a nepotvrzených spekulací odpověděli kampaní „Free Fiona“, která měla za úkol dotlačit firmu k vydání této desky.
Fiona začala s nahráváním třetího alba v roce 2002 společně s Jonem Brionem, který byl podepsaný už pod zvukem předešlé desky "When the Pawn...". Nakonec však hlavním producentem oficiální verze alba nezůstal, Fiona Apple se ho totiž rozhodla v roce 2004 předělat, s čímž jí pomohli producenti Mike Elizondo and Brian Kehew, kteří - místy poměrně zásadně - překopali zvuk již připraveného projektu.
3. října 2005 nakonec Extraordinary Machine opravdu spatřila světlo světa. Když přihlédneme ke všem zdržením a úplně prvnímu předpokládanému vydání (podzim 2002), bylo album dodáno na pulty více než tři roky poté, co Fiona Apple poprvé vkročila do studia na jeho nahrávání. Deska se však setkala s velmi pozitivní reakcí laické i odborné veřejnosti. Časopis Rolling Stone ho v roce 2009 označil za 49. nejlepší album dekády.

### 2019--do dnes: Fetch The Bolt Cutters
V březnu roku 2019 Fiona Apple skrze Instagram naznačila, že po (v té době) sedmileté pauze pracuje na nové desce. To následně potvrdila až v září v rozhovoru pro magazín Vulture. V lednovém, navazujícím rozhovoru oznámila, že bude mít novou desku hotovou "během pár měsíců". Dva měsíce poté v březnu, tedy přesně rok po zveřejnění prvního náznaku nového projektu, dala zpěvačka svým fanouškům vědět, že má album dokončené a připravené k vydání. Páté studiové album zpěvačky Fiony Apple s názvem Fetch The Bolt Cutters vyšlo v digitální formě 17. dubna 2020 - po bezmála osmi letech od The Idler Wheel....
Deska se setkala s nadšenými reakcemi kritiků, kteří nešetřili superlativy a mnozí z nich prohlásili Fetch The Bolt Cutters za nejlepší počin roku a i nejlepší album Fioniny kariéry.
Za desku Fetch The Bolt Cutters a jejímu jedinému singlu Shameika byla akademií v roce 2020 nominovaná na zlatý gramofonek ve třech kategoriích - Nejlepší alternativní album, Nejlepší rocková píseň a Nejlepší rockový výkon.

## Osobní život

### Znásilnění
Fiona Apple většinu své kariéry otevřeně mluví o tom, že byla znásilněná, když ji bylo teprve dvanáct let. Své jizvy a emoce z tragické události často vkládá do svých textů. “Well, good morning, good morning / you raped me in the same bed your daughter was born in”, zpívá v písni For Her na své páté desce Fetch The Bolt Cutters (2020).

### Bydliště
Apple je svobodná a bydlí se svou kamarádkou Zeldou Hallman ve svém domě v Los Angeles. Zásadně nepoužívá sociální sítě, všechny její video-vzkazy proto umísťuje na internet právě Hallman, od které je déle přebírají fanoušci.

### Majetek
Celkový majetek Fiony Apple odhadují znalci většinou shodně na zhruba 10 milionů dolarů, což je v přepočtu cca 215 milionů korun.

### Vztahy
Apple je oficiálně už několik let nezadaná, V minulosti mezi její partnery patřili spisovatel Johnathan Ames nebo komik Louis C.K., proti jemuž nedávnému pokusu o comeback se Apple veřejně a velmi odmítavě vyjádřila. Byla krátce vdaná za módního fotografa Lionela Deluye.

## Diskografie
- Tidal, 1996
- When the Pawn…, 1999
- Extraordinary Machine, 2005
- The Idler Wheel Is Wiser Than the Driver of the Screw and Whipping Cords Will Serve You More Than Ropes Will Ever Do, 2012
- Fetch the Bolt Cutters, 2020